# Lys'va (fiume)
La Lys'va (in russo Лысьва?) è un fiume della Russia europea orientale, affluente di sinistra della Čusovaja (bacino idrografico della Kama). Scorre nel distretto urbano della città di Lys'va del Territorio di Perm'.
Il fiume scorre prima brevemente in direzione ovest, poi in direzione nord attraversando la città di Lys'va; sfocia nella Čusovaja a 25 km dalla foce, pochi chilometri a ovest dalla città di Čusovoj. Il fiume ha una lunghezza di 112 km, il suo bacino è di 1 010 km². La sua larghezza raggiunge i 21 m, la profondità è di 0,9 m.
Nel 1772 è stato creato nella città di Lys'va il bacino idrico Lys'venskij per rifornire di acqua il locale impianto metallurgico.